# How to Be Dead
"How to Be Dead" to piosenka rockowej grupy Snow Patrol, pochodząca z jej trzeciego albumu, Final Straw. Została wydana jako singel, który nieznacznie różnił się od wersji albumowej utworu.
Piosenka ma wolne tempo, a jej tekst jest opisem rozmowy kobiety i mężczyzny.
"How to Be Dead" została umieszczona na soundtrackach filmów American Pie: Wakacje oraz Wicker Park.

## Lista utworów

### Wydanie 1
1. "How to Be Dead (CLA Mix)"
2. "You Are My Joy (Live at Somerset House)"
3. "Chocolate (Grand National Mix)"

Wydanie na CD.

### Wydanie 2
1. "How to Be Dead (CLA Mix)"
2. "You Are My Joy (Live at Somerset House)"

Wydanie na 3" CD, dostępne w Niemczech.

### Wydanie 3
1. "How to Be Dead (CLA Mix)"
2. "Breathing Fire (wersja demo)"

Wydanie na 7".

### Wydanie 4
1. "How to Be Dead (CLA Edited Mix)"

Wydanie promo CD.